# Honningsvåg Lufthavn, Valan
71°00′35″N 025°59′01″Ø / 71.00972°N 25.98361°Ø
 Ikke at forveksle med North Cape Airport.
Honningsvåg lufthavn, Valan (IATA: HVG, ICAO: ENHV) på Valan, 4,5 km nord for Honningsvåg i Nordkapp (kommune) i Troms og Finnmark fylke er en regional lufthavn i Norge. Lufthavnen betjenes af Widerøe med tre daglige afgange til Hammerfest og Tromsø, og en daglig afgang til Mehamn, Vadsø og Kirkenes. Fra Tromsø er det korresponderende afgange med SAS og Widerøe til resten af Norge. En gennemgående rejse til Oslo varer ca 3,5 timer.
Valan er en af Norges mest krævende lufthavne at operere på, fordi indflyvningen er specielt besværlig på grund af fjeldene som omkredser lufthavnen. .
29. oktober 1990 havarerede et militært Twin Otter fly ved Honningsvåg, og tre mennesker omkom.

## Destinationer
|       | Flyselskab | Destinationer                               |
| ----- | ---------- | ------------------------------------------- |
| Norge | Widerøe    | Hammerfest, Kirkenes, Mehamn, Tromsø, Vadsø |